# Onthophagus schultzei
Onthophagus schultzei es una especie de insecto del género Onthophagus, familia Scarabaeidae, orden Coleoptera.

Fue descrita científicamente por Gillet en 1927.